# Stefan Körzell

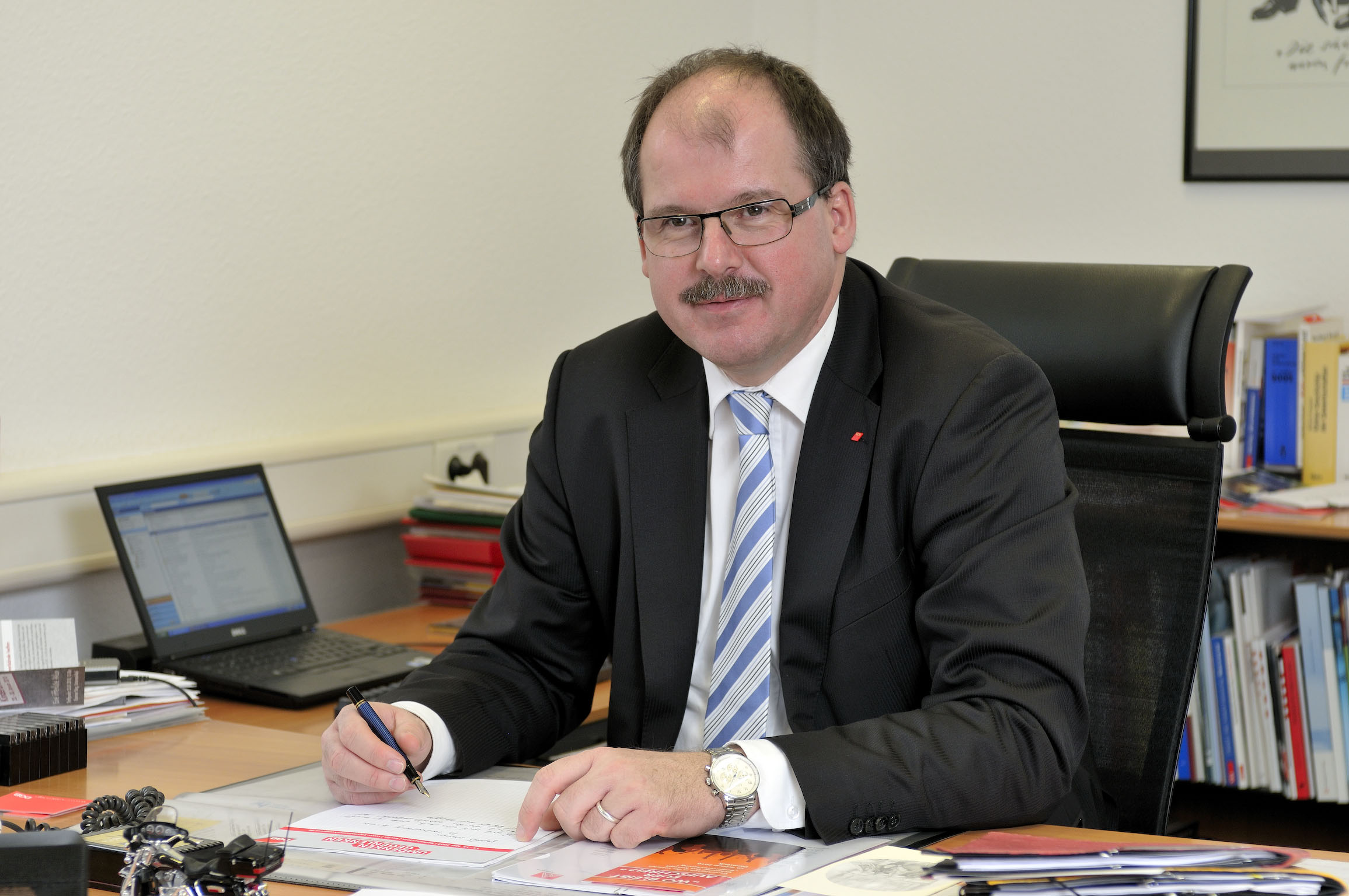
Stefan Körzell im Jahr 2009

Stefan Körzell (* 18. Januar 1963 in Bosserode, Hessen) ist ein deutscher Gewerkschafter und seit dem 12. Mai 2014 Mitglied im geschäftsführenden Bundesvorstand des Deutschen Gewerkschaftsbundes (DGB).

## Leben
Nach dem Besuch der Gesamtschule in Wildeck-Obersuhl absolvierte Stefan Körzell die Ausbildung zum Maschinenschlosser bei den Rotenburger Metallwerken (RMW) in Rotenburg an der Fulda.
1980 trat er mit 17 Jahren in die IG Metall ein und engagierte sich als Jugendsprecher erfolgreich für die Übernahme aller Auszubildenden bei den Rotenburger Metallwerken. Während der Auseinandersetzung um die Einführung der 35-Stunden-Woche war Körzell Mitglied der betrieblichen und örtlichen Streikleitung.
Von 1990 an war er DGB-Organisationssekretär im DGB-Kreis Fulda und ab 1991 im Kreis Hersfeld-Rotenburg des DGB. Seit 1993 ist er Mitglied der SPD. 1997 wurde er zum Vorsitzenden des DGB-Kreises Bad Hersfeld-Eschwege gewählt. Seine Schwerpunktthemen sind die Berufs- und Lebensperspektiven von jungen Menschen sowie Sozial- und Arbeitsmarktpolitik.
Am 2. Februar 2002 wählten ihn die Delegierten der acht DGB-Gewerkschaften zum Landesvorsitzenden Hessen und zum Vorsitzenden des DGB-Bezirks Hessen-Thüringen mit seinen rund 620.000 Gewerkschaftsmitgliedern. Er setzte sich ein für die Interessen von Arbeitnehmern in den Verwaltungsräten bei der Agentur für Arbeit, bei der AOK Hessen und bei der Deutschen Rentenversicherung auf Bundes- und Landesebene.
Seit 2004 ist er stellvertretender Vorsitzender der Heimvolkshochschule Fürsteneck und seit 2006 Vorsitzender des DGB-Bildungswerkes Hessen. Von 2006 bis 2008 war Körzell Vertrauensperson für die Klage gegen die Einführung von Studiengebühren vor dem Staatsgerichtshof Hessen.
Am 30. Januar 2010 wurde er zum zweiten Mal mit großer Mehrheit zum Vorsitzenden des DGB-Bezirks Hessen-Thüringen wiedergewählt.
2014 wurde er bei dem 20. Bundeskongress des DGB mit 80,9 Prozent der Delegiertenstimmen erstmals als Mitglied des geschäftsführenden DGB-Bundesvorstands gewählt. Beim Kongress 2018 wurde er in diesem Amt mit 83,6 Prozent der Delegiertenstimmen bestätigt.
Körzell ist Mitglied des Rundfunkrats des Hessischen Rundfunks. Er wurde mehrmals von der SPD in die Bundesversammlung zur Wahl eines Bundespräsidenten entsandt.
Stefan Körzell ist verheiratet. Er hat einen erwachsenen Sohn.